# Beaulieu (Haute-Loire)
Beaulieu ist eine französische Gemeinde mit 1.071 Einwohnern (Stand: 1. Januar 2022) im Département Haute-Loire in der Region Auvergne-Rhône-Alpes. Sie gehört zum Arrondissement Le Puy-en-Velay und zum Kanton Emblavez-et-Meygal.

## Geographie
Beaulieu liegt etwa zehn Kilometer nordnordöstlich von Le Puy-en-Velay im Zentralmassiv an der oberen Loire, die die Gemeinde im Westen begrenzt. Die Nachbargemeinden von Beaulieu sind Vorey im Nordwesten und Norden, Chamalières-sur-Loire im Nordosten, Rosières im Osten, Malrevers im Süden, Lavoûte-sur-Loire im Südwesten sowie Saint-Vincent im Westen.

## Bevölkerungsentwicklung
| Jahr                       | 1962 | 1968 | 1975 | 1982 | 1990 | 1999 | 2006 | 2013 | 2020 |
| Einwohner                  | 635  | 570  | 663  | 739  | 836  | 845  | 896  | 998  | 1043 |
| Quellen: Cassini und INSEE |      |      |      |      |      |      |      |      |      |

## Sehenswürdigkeiten
- Kirche Notre-Dame
- Reste der Burg Recours, insbesondere Turm
- Hängebrücke von Margeaix, denkmalgeschützte Brücke über die Loire aus dem Jahr 1897

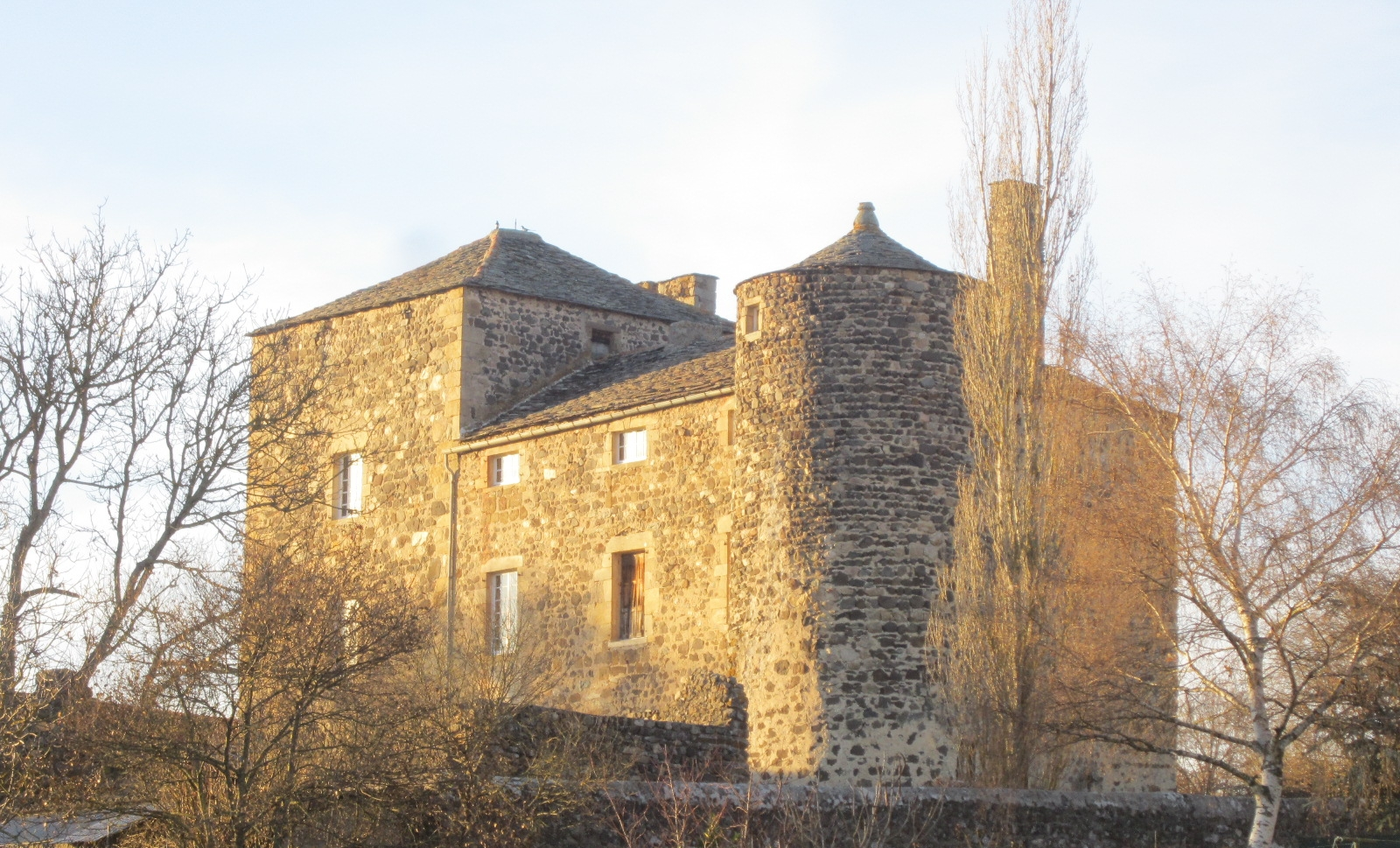
Schloss Adiac
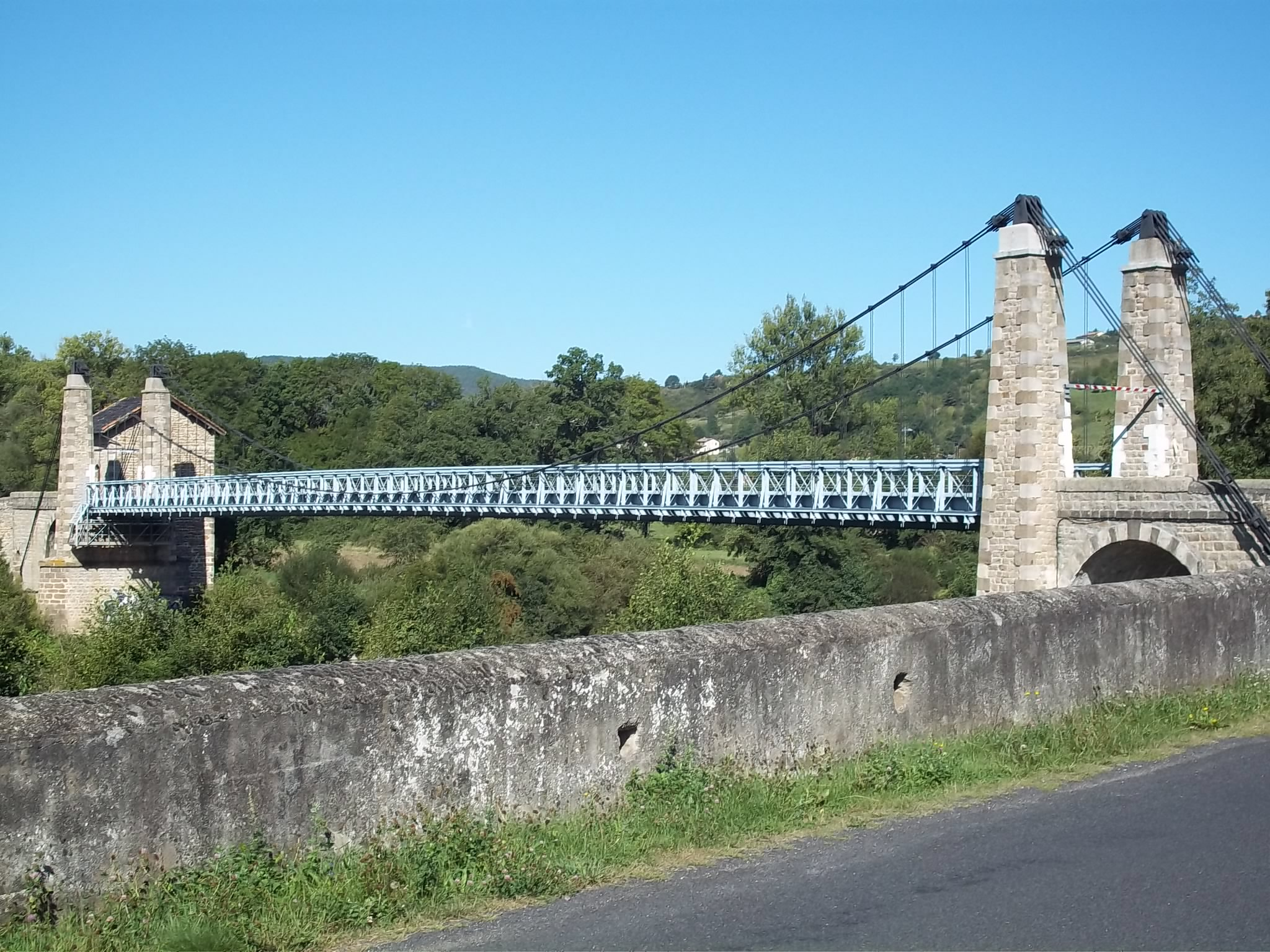
Hängebrücke von Margeaix

- Schloss Adiac
- Hängebrücke von Margeaix